# Slovenija v kvalifikacijah za nastop na Svetovnem prvenstvu v nogometu 2002
Slovenija v kvalifikacijah za nastop na Svetovnem prvenstvu v nogometu 2002, kamor se je slovenska reprezentanca uvrstila prvič. V rednem delu kvalifikacij je bila druga, z zmago proti romunski reprezentanci v dodatnih kvalifikacijah pa si je zagotovila nastop na Svetovno prvenstvu v nogometu.

## Opis poteka uvrstitve
Nekaj mesecev po Evropskem prvenstvu leta 2000 so se za reprezentanco pričele kvalifikacije za nastop na svetovnem prvenstvu 2002. Na prvi tekmi proti Ferskim otokom je Slovenija v sodnikovem podaljšku zapravila vodstvo z 2:0 in s tem izgubila dragoceni dve točki. Naslednji nasprotnik je bila Švica. Slovenija je dvakrat zaostajala, a si je na koncu vendar priborila neodločen rezultat (2:2). Prvo zgodovinsko zmago na svetovnih kvalifikacijah je državna reprezentanca zabeležila šele na tretji tekmi v gosteh proti Luksemburgu z izidom 2:1. Po nizu treh tekem brez poraza, je Slovenija 24. marca 2001 odpotovala na srečanje proti Rusiji. Po hitrem zaostanku je v 21. minuti izenačil Aleksander Knavs na končni rezultat 1:1. Na zadnji tekmi prvega dela kvalifikacij je za Bežigradom proti Jugoslaviji Slovenija uspela priti do izenačenja šele po prostem strelu Zahoviča v 94. minuti. Remiju proti Jugoslaviji so sledile tri zaporedne zmage proti Luksemburgu doma (2:0), proti Švici v gosteh (1:0) in proti Rusiji doma (2:1). Povratna tekma proti Jugoslaviji v Beogradu 5. septembra 2001 se je končala z rezultatom 1:1, kar je pomenilo, da Slovenija na zadnji tekmi rednega dela kvalifikacij doma proti Ferskim otokom potrebuje zmago za uvrstitev na dodatne kvalifikacije. Slovenija je na zadnji tekmi brez večjih težav odpravila Ferske otoke (3:0) in s tem že drugič zapored prišla v dodatne kvalifikacije za uvrstitev na Svetovno prvenstvo. Naslednji tekmi na sporedu dodatnih kvalifikacij sta bili tekmi novembra z Romunijo. Domače srečanje se je za Slovenijo po izenačujočem golu Ačimoviča v 41. minuti in zadetku Milana Osterca v 68. minuti končalo z zmago 2:1. Povratno tekmo pa je slovenska reprezentanca z golom Mladena Rudonje odigrala z rezultatom 1:1. S skupnim izidom 3:2 se je Slovenija prvič v svoji zgodovini uvrstila na Svetovno prvenstvo.

## Redni del kvalifikacij

### Lestvica skupine 1
| ekipa                                                      | tekme | zmaga | remi | poraz | gol razlika | točke |
| ---------------------------------------------------------- | ----- | ----- | ---- | ----- | ----------- | ----- |
| Rusija                                                     | 10    | 7     | 2    | 1     | +13         | 23    |
| Slovenija                                                  | 10    | 5     | 5    | 0     | +8          | 20    |
| [[Slika:{{{flag alias-FR}}}\|22x20px\|border]] Jugoslavija | 10    | 5     | 4    | 1     | +14         | 19    |
| Švica                                                      | 10    | 4     | 2    | 4     | +6          | 14    |
| Ferski otoki                                               | 10    | 2     | 1    | 7     | -17         | 7     |
| Luksemburg                                                 | 10    | 0     | 0    | 10    | -24         | 0     |

### Tekme
3. september 2000, Toftir, Ferski otoki -  Ferski otoki 2 - 2  Slovenija
11. oktober 2000, Ljubljana, Slovenija -  Slovenija 2 - 2  Švica
24. marec 2001, Moskva, Rusija -  Rusija 1 - 1  Slovenija
28. marec 2001, Ljubljana, Slovenija -  Slovenija 1 - 1  Jugoslavija
2. junij 2001, Ljubljana, Slovenija -  Slovenija 2 - 0  Luksemburg
6. junij 2001, Basel, Švica -  Švica 0 - 1  Slovenija
1. september 2001, Ljubljana, Slovenija -  Slovenija 2 - 1  Rusija
5. september 2001, Beograd, ZR Jugoslavija -  Jugoslavija 1 - 1  Slovenija
6. oktober 2001, Ljubljana, Slovenija -  Slovenija 3 - 0  Ferski otoki

## Dodatne kvalifikacije
| 10. november 2001 | Slovenija             | 2 – 1 | Romunija  | Stadion: Stadion Bežigrad, Ljubljana Gledalcev: 9,000 Sodnik: Nielsen Kim (Danska) |
| 10. november 2001 | Ačimovič 41 Osterc 68 |       | Marius 26 | Stadion: Stadion Bežigrad, Ljubljana Gledalcev: 9,000 Sodnik: Nielsen Kim (Danska) |

| 14. november 2001 | Romunija  | 1 – 1 | Slovenija  | Stadion: Bukarešta Gledalcev: 30,000 Sodnik: Krug Hellmut (Nemčija) |
| 14. november 2001 | Contra 65 |       | Rudonja 55 | Stadion: Bukarešta Gledalcev: 30,000 Sodnik: Krug Hellmut (Nemčija) |